# Списак томова серије Коми не уме да комуницира
Мангу Коми не уме да комуницира написао је и илустровао Томохито Ода. Серијализовала се од 2016. до 2025. године у Шогакукановом манга магазину Weekly Shōnen Sunday, са поглављима сакупљеним у укупно 37 танкобона. Издавачка кућа Лагуна преводи наслов на српски језик од 2024. године.

## Списак томова
| - 1. „Обичан човек” (普通の人です。 .) - 2. „Мирно је” (平穏です。 .) - 3. „Сумњиви” (曲者です。 .) - 4. „Не баш најбоље” (苦手です。 .) - 5. „Желим да причам” (喋りたいです。 .) - 6. „Желим да се извиним” (謝りたいんです。 .) - 7. „Још једном” (もう一回、です。 , .) - 8. „Плашим...се” (怖い...です。 ....) - 9. „Пријатељи из детињства” (幼馴染です。 .) - 10. „Мрачна прошлост” (黒歴史です。 .) - 11. „Нисам убица” (殺し屋じゃないです。 .) - 12. „Асистент” (パシリです。 ). - 13. „Први задатак” (はじめてのおつかいです。 .) - 14. „Анксиозност” (あがり症です。 .) - 15. „Одлазак у школу” (登校です。 .) - 16. „Мобилни телефон” (携帯電話です。 .) - 17. „Избор чланова одбора” (委員会議めです。 .) - 18. „Случајан позив” (間違い電話です。 .) - 19. „Саито” (斉藤さんです。 -.) - „Додатак” (おまけ ) |

| - 20. „Систематски преглед” (身体検査です。 .) - 21. „Тест физичке спремности” (体力測定です。 .) - 22. „Посета” (家庭訪問です。 .) - 23. „Рен” (恋です。 .) - 24. „Рен, 2. део” (恋です。2 . 2) - 25. „Рен, 3. део” (恋です。3 . 3) - 26. „Рен, 4. део” (恋です。4 . 4) - 27. „Летња униформа” (夏服です。 .) - 28. „Мекане нудле без уља са мало ђумбира и поврћа” (メンヤワラカメアブラナシショウガヤサイスクナメです。 .) - 29. „Шала” (ギャグです。 .) - 30. „Киша” (雨です。 .) - 31. „Крвни завет” (血の契約です。 .) - 32. „Тадано-кун у нижој средњој” (只野くんの中学時代です。 -.) - 33. „Шопинг” (お買い物です。 .) - 34. „Салон лепоте” (美容室です。 .) - „Додатак” (おまけ ) |

| - 35. „Несигурност” (モヤモヤです。 .) - 36. „Учење за тест” (テスト勉強です。 .) - 37. „Летњи распуст” (夏休みです。 .) - 38. „Окупљање” (待ち合わせです。 .) - 39. „На базену” (プールです。 .) - 40. „То је само огреботина” (擦り剥いただけです。 .) - 41. „Библиотека” (図書館です。 .) - 42. „Сладолед” (かき氷です。 .) - 43. „Хонорарни посао” (アルバイトです。 .) - 44. „Парк” (公園です。 .) - 45. „Обон” (お盆です。 .) - 46. „Фестивал” (お祭りですです。 .) - 47. „Фестивал, 2. део” (お祭りですです。2 . 2) - „Додатак” (おまけ ) |

| - 48. „Видео-игре” (テレビゲームです。 .) - 49. „Врео дан” (暑い日です。 .) - 50. „Крај летњег распуста” (夏休みも終わりです。 .) - 51. „Девојка са села” (田舎の子です。 .) - 52. „Имаш на лицу...нешто” (顔にゴミがついてます...です。 ....) - 53. „Име” (名前です。 .) - 54. „Спортски фестивал” (体育祭前編です。 .) - 55. „Спортски фестивал, 2. део” (体育祭後編です。 .) - 56. „Осећања” (気持ちです。 .) - 57. „Пурикура” (プリクラです。 .) - „Додатак” (おまけ ) |

| - 58. „Осећања која ме мало муче” (ちょっと苦しいような気持ちです。 .) - 59. „Тајфун” (台風です。 .) - 60. „После тајфуна” (台風一過です。 .) - 61. „Гурманско јело за све” (みんなでグルメです。 .) - 62. „Програм школског фестивала” (文化祭の出し物です。 .) - 63. „Пратња” (連れ添いです。 .) - 64. „Припреме за школски фестивал” (文化祭準備です。 .) - 65. „Дељење летака” (チラシ配りです。 .) - 66. „Дан пре школског фестивала” (文化祭前日です。 .) - 67. „Служавке” (メイドです。 .) - 68. „И Тадано-кун је служавка” (只野くんもメイドです。 -.) - 69. „Маид Кафе Нађими-ћана” (なじみちゃんのメイドカフェです。 -.) - 70. „Школски фестивал” (文化祭です。 .) - 71. „Школски фестивал, 2. део” (文化祭です。2 . 2) - 72. „Забава након фестивала” (後夜祭です。 .) - „Додатак” (おまけ ) |

| - 73. „Забава” (打ち上げです。 .) - 74. „Шопинг са татом” (お父さんとお買い物です。 .) - 75. „Фантазирање” (妄想です。 .) - 76. „Делинквент” (不良です。 .) - 77. „Фантазирање 2. део” (妄想です。2 . 2) - 78. „Долази зима” (冬の訪れです。 .) - 79. „Учење код Наканаке-ћан” (中々さんちで勉強です。 -.) - 80. „Позив на ручак” (お昼のお誘いです。 .) - 81. „Мачји кафе” (猫カフェです。 .) - 82. „Годишњи тест” (期末テストです。 .) - 83. „Игра љубави” (愛してるゲームです。 .) - 84. „Печени слатки кромпири” (石焼き芋です。 .) - 85. „Сећање на школски фестивал” (文化祭の思い出です。 .) - „Додатак” (おまけ ) |

| - 86. „Одабир поклона” (プレゼント選びです。 .) - 87. „Срећан... Божић” (メリークリスマス...です。 ....) - 88. „Одабир још једног поклона” (もう一つのプレゼント選びです。 .) - 89. „Снешко Белић” (雪だるまです。 .) - 90. „Грудвање” (雪合戦です。 .) - 91. „Крај године” (年末です。 .) - 92. „1. јануар” (元旦です。 .) - 93. „Помоћница у храму” (巫女さんです。 -.) - 94. „Новогодишњи празници” (それぞれのお正月です。 .) - 95. „Клизање” (アイススケートです。 .) - 96. „Куповина за вечеру” (晩御飯のお買い物です。 .) - 97. „Место за седење” (座る場所です。 .) - 98. „Краљ” (王様です。 .) - 99. „Прехлада” (風邪です。 .) - „Додатак” (おまけ ) |

| - 100. „Неспоразум” (誤解です。 .) - 101. „Халуцинација?” (幻覚です? ?) - 102. „Нарцис” (ナルシストです。 .) - 103. „Бирање група за екскурзију” (修学旅行の班決めです。 .) - 104. „Екзкурзија” (修学旅行です。 .) - 105. „Водич” (ガイドさんです。 -.) - 106. „Купање” (お風呂です。 .) - 107. „Борба јастуцима” (まくら投げです。 .) - 108. „Слободне активности” (自由行動です。 .) - 109. „Филмски парк” (映画村です。 .) - 110. „Универзум” (宇宙です。 .) - 111. „Јо-јо маска” (ヨーヨー般若です。 .) - 112. „Друго вече” (二日目の夜です。 .) - 113. „Повратак возом” (帰りの新幹線です。 .) - „Додатак” (おまけ ) |

| - 114. „Како сви комуницирају” (みんなのコミュニケーションです。 .) - 115. „Гумице, идемо!” (消ゴム＆ゴーです。 .) - 116. „Припреме за Дан заљубљених” (バレンタインの準備です。 .) - 117. „Дан заљубљених” (バレンタインです。 .) - 118. „Дан заљубљених, 2. део” (バレンタインです。2 . 2) - 119. „Након Дана заљубљених” (バレンタインのあとです。 .) - 120. „Рупа на чарапи” (伝線です。 .) - 121. „Дати демону ветар у леђа” (鬼に金棒です。 .) - 122. „Великодушност” (甘いです。 .) - 123. „Балзам за усне” (リップクリームです。 .) - 124. „Свађа” (ケンカです。 .) - 125. „Тата (17) и мама (17)” (お父さん(17)とお母さん(17)です。 (17) .) - 126. „Чоколада за пријатеље” (友達チョコです。 .) - 127. „Петак 13.” (13日の金曜日です。 13-nichi no Kinyōbi Desu.) - 128. „Бели дан” (ホイとデーです。 .) - „Додатак” (おまけ ) |

| - 129. „Једна година” (一年間です。 .) - 130. „Ново одељење” (新しいクラスです。 .) - 131. „Гјару” (ギャルです。 .) - 132. „И ја исто” (私も同じです。 .) - 133. „Коми-кун” (古見くんです。 -.) - 134. „Манбаги још једном” (マンバ再びです。 .) - 135. „Манбаги-сан и Тадано-кун” (万場木さんと只野くんです。 -.) - 136. „Шминка” (メイクです。 .) - 137. „Тест физичке спремности, 2. део” (体力測定です。2 . 2) - 138. „Алергија” (花粉症です。 .) - 139. „Одједном” (突然です。 .) - 140. „Пријатељи Манбаги-сан” (万場木さんの友達です。 -.) - 141. „Мува” (虫です。 .) - 142. „Пиџама журка” (お泊まり会です。 .) - „Додатак” (おまけ ) |

| - 143. „Рекреација” (アスレシックです。 .) - 144. „Звезде” (星です。 .) - 145. „Фудбал” (サッカーです。 .) - 146. „Делинквент, 2. део” (不良です。2 . 2) - 147. „Делинквент, 3. део” (不良です。3 . 3) - 148. „Делинквент, 4. део” (不良です。4 . 4) - 149. „У кући Като-сан” (加藤さんの家です。 -.) - 150. „Гран-при летњих униформи?” (夏服グランプリ? です。 ? .) - 151. „Зној” (汗です。 .) - 152. „Вук” (狼です。 .) - 153. „Мама и тата признају своја осећања” (母と父の告白です。 .) - 154. „Прича о Наканака-сан” (中々さんのお話です。 -.) - 155. „Узмах” (逆上がりです。 .) - 156. „Кишна сезона” (梅雨です。 .) - 157. „Кишна сезона, 2. део” (梅雨です。2 . 2) - „Додатак” (おまけ ) |

| - 158. „Професорка” (先生です。 .) - 159. „Учење за тест у потпуној тишини, 4. рунда” (第四回絶対にうるさくしてはいけないテスト勉強です。 .) - 160. „Списак ствари које желим да радим” (やりたいことリストです。 .) - 161. „Чери парадајз” (プチトマトです。 .) - 162. „Позив” (お誘いです。 .) - 163. „Бирање купаћег” (水着選びです。 .) - 164. „Море!” (海! です。 ! .) - 165. „Дечко” (彼氏です。 .) - 166. „Тата и мама на мору” (お父さんとお母さんの海です。 .) - 167. „Радио-гимнастика” (ラジオ体操です。 .) - 168. „Топло млеко” (ホットミルクです。 .) - 169. „Играње луткама” (お人形遊びです。 .) - 170. „” (ワックです。 .) - „Додатак” (おまけ ) |

| - 171. „Дан без маме” (母のいない日です。 .) - 172. „Реи-ћан” (澪ちゃんです。 -.) - 173. „Потера за Реи-ћан” (澪ちゃんの追跡です。 -.) - 174. „Наканака-сан и сјајни летњи дан” (中々さんの華麗なる夏の一日です。 -.) - 175. „Детелина са 4 листа” (四つ葉です。 .) - 176. „Купање са Реи-ћан” (澪ちゃんとお風呂です。 -.) - 177. „Растанак са Реи-ћан” (澪ちゃんとお別れです。 -.) - 178. „Летњи рандеву” (夏の逢瀬です。 .) - 179. „Страшно! Породица Катаи!” (恐怖! 片居家の一族! です。 Kyōfu! Katai-ke no Ichizoku! Desu.) - 180. „Тест храбрости” (肝試しです。 .) - 181. „Тест храбрости, 2. део” (肝試しです。2 . 2) - „Додатак” (おまけ ) |

| - 182. „Екстрем” (硬派です。 .) - 183. „Међуградски аутобус” (高速バスです。 .) - 184. „Играње на селу” (田舎遊びです。 .) - 185. „Обако Сумо” (オオバコ相撲です。 .) - 186. „Свачији обон” (それぞれのお盆です。 .) - 187. „Учење вожње бицикла” (自転車の練習です。 .) - 188. „Окупљање одељења 2/1” (2年1組懇親会です。 2-nen 1-kumi Konshinkai Desu.) - 189. „Након теста храбрости” (肝試しその後です。 .) - 190. „Прскалице” (線香花火です。 .) - 191. „Комарац” (蚊です。 .) - 192. „Клуб ловаца на књиге уз обалу реке” (河川敷、本探し部です。 Kasenjiki, Hon Sagashi-bu Desu.) - 193. „Штанд” (屋台です。 .) - 194. „Ватромет” (花火です。 .) - 195. „Три стране” (3人です。 .) - „Додатак” (おまけ ) |

| - 196. „Чисто” (清潔です。 .) - 197. „Твистер” (ツイスターゲムです。 .) - 198. „” ( & 〜〜です。 & Law: The Movie Desu.) - 199. „Папир-камен-маказе са чекићем” (たたいてかぶってじゃんけんぽんです。 -.) - 200. „Ученички одбор” (生徒会です。 .) - 201. „Осмех” (笑顔です。 .) - 202. „Вођа кампање” (応援代表です。 .) - 203. „Вођа кампање, 2. део” (応援代表です。2 . 2) - 204. „Висина” (身長です。 .) - 205. „Висина, 2. део” (身長です。2 . 2) - 206. „Љубав” (恋心です。 .) - 207. „Вечера” (晩餐会です。 .) - „Додатак” (おまけ ) |

| - 208. „Спортски фестивал, друга година” (2年の体育祭です。 2-.) - 209. „Спортски фестивал, друга година, 2. део” (2年の体育祭です。2 2-nen no Taiikusai Desu. 2) - 210. „Реци "а"” (あーんです。 .) - 211. „Вода” (水です。 .) - 212. „Спортски фестивал, друга година, 3. део” (2年の体育祭です。3 2-nen no Taiikusai Desu. 3) - 213. „Тап-тап” (ポンポンです。 .) - 214. „Вожња бицикла” (自転車でお出かけです。 .) - 215. „Један дан оца и сина” (父と息子の一日です。 .) - 216. „Емотивно” (エモーショナルです。 .) - 217. „Златна рибица” (金魚です。 .) - 218. „Мамин и татин пољубац” (父と母のチューです。 .) - 219. „Зимска униформа” (冬服です。 .) - 220. „Зимска униформа, 2. део” (冬服です。2 . 2) - 221. „Проба за школски фестивал” (文化祭の練習です。 .) - 222. „Планови за школски фестивал” (文化祭の予定です。 .) - 223. „Први дан школског фестивала” (文化祭一日目です。 .) - „Додатак” (おまけ ) |

| - 224. „Перика” (カツラです。 .) - 225. „Добро сам” (だいじょうぶです。 .) - 226. „Није свеједно” (どうでもよくないです。 .) - 227. „Наравно” (当然です。 .) - 228. „Не може” (ダメです。 .) - 229. „” (です。 .) - 230. „Представа” (当然です。 .) - 231. „Позивница” (お誘いです。 .) - 232. „Тајна” (ナイショです。 .) - 233. „Дејт на школском фестивалу” (文化祭デートです。 .) - 234. „Журка затварања” (二人の後夜祭です。 .) - „Додатак” (おまけ ) |

| - 235. „Бенд” (バンドです。 .) - 236. „Испред журке” (打ち上げの外です。 .) - 237. „Флерт” (アピールです。 .) - 238. „Осврт на школски фестивал” (文化祭の振り返りです。 .) - 239. „Онигири и мисо супа” (おにぎりとお味噌汁です。 .) - 240. „Техника” (テクニックです。 .) - 241. „Бекство” (脱出です。 .) - 242. „Петељка” (ヘタです。 .) - 243. „Мамин и татин пољубац, 2. део” (父と母のチューです。2 . 2) - 244. „Школски фестивал млађег брата” (弟の文化祭です。 .) - 245. „Латерално размишљање у љубавним разговорима” (水平思考恋バナです。 .) - 246. „Складиште сале за физичко” (体育倉庫です。 .) - „Додатак” (おまけ ) - „Резултати анкете популарности” |

| - 247. „Мимоилажење” (すれ違いです。 .) - 248. „Откида ми уши” (耳持ってかれるです。 .) - 249. „Скакутање” (スキップです。 .) - 250. „Фантазирање, 3. део” (妄想です。3 . 3) - 251. „Миксер?” (合コン? です。 ? .) - 252. „Миксер?, 2. део” (合コン? です。2 Gōkon? Desu. 2) - 253. „Миксер?, 3. део” (合コン? です。3 Gōkon? Desu. 3) - 254. „Фантазирање, 4. део” (妄想です。4 . 4) - 255. „Џепни грејач” (カイロです。 .) - 256. „Отворена врата” (四者面談です。 .) - 257. „Учење и пиџама журка” (お泊まり勉強会です。 .) - 258. „Контакт” (連絡先です。 .) - „Додатак” (おまけ ) |

| - 259. „Поклон заузврат” (プレゼントのお返しです。 .) - 260. „Не могу да спавам” (眠れないです。 .) - 261. „Сноубординг” (スノーボードです。 .) - 262. „Сноубординг, 2. део” (スノーボードです。2 . 2) - 263. „Рјокан” (旅館です。 .) - 264. „Рјокан, 2. део” (旅館です。2 . 2) - 265. „Женски састанак након повратка” (帰宅後女子会です。 .) - 266. „Татино и мамино скијање” (父と母のスキーです。 .) - 267. „Краба” (蟹です。 .) - 268. „Приче о скијању” (スキーよもやま話です。 .) - 269. „Причање у сну” (寝言です。 .) - „Додатак” (おまけ ) |

| - 270. „Турнир Super Bros” (ヌマブラトーナメントです。 .) - 271. „Извештај на крају године” (年末の報告相談です。 .) - 272. „Прављење моћија” (餅つきです。 .) - 273. „Новогодишње честитке” (あけおメッセージです。 .) - 274. „Крај године током којег не смете да се смејете” (笑っちゃダメな年末です。 .) - 275. „Затворена особа” (引きこもりです。 .) - 276. „Вишак килограма током новогодишњих празника... мрм-мрм” (正月太...ごにょごにょです。 ....) - 277. „Пасош” (パスポートです。 .) - 278. „Укрцавање” (搭乗です。 .) - 279. „Америка” (アメリカです。 .) - 280. „Основна школа” (エレメンタリースクールです。 .) - 281. „За ручак су хамбургери” (お昼はハンバーガーです。 .) - 282. „Мјузикл” (ミュージカルです。 .) - 283. „Музеј” (美術館です。 .) - 284. „Поновни сусрет” (再会です。 .) - „Додатак” (おまけ ) |

| - 285. „Није ми океј, али ми и јесте океј” (嫌だけど嫌じゃないです。 .) - 286. „У дечачкој соби” (男子部屋です。 .) - 287. „Групне активности” (班行動です。 .) - 288. „Румико-ћан и Кометани-кун” (留美子ちゃんと米谷くんです。 -.) - 289. „Нарусе-кун и Асе-сан” (成瀬くんと阿瀬さんです。 -.) - 290. „Нарусе-кун и Асе-сан, 2. део” (成瀬くんと阿瀬さんです。2 -. 2) - 291. „Исаги-сан и ја” (潔さんと私です。 -.) - 292. „Ствари које се дешавају на екскурзији” (それぞれの修学旅行です。 .) - 293. „Погледај ме” (こっち向いて。です。 . .) - 294. „И мени је жао” (私もごめん。です。 . .) - 295. „Повратак кући” (帰国です。 .) - 296. „Индијански покер” (インディアンポーカーです。 .) - 297. „Рекреативна настава” (学年旅行です。 .) - 298. „Школа” (学校です。 .) - „Додатак” (おまけ ) |

| - 299. „Дан заљубљених, 2. година” (2年のバレンタインです。 2-.) - 300. „Признање” (告白です。 .) - 301. „Признање, 2. део” (告白です。2 . 2) - 302. „Признање, 3. део” (告白です。3 . 3) - 303. „Признање, 4. део” (告白です。4 . 4) - 304. „Дан након признања” (告白の次の日です。 .) - 305. „Дан након признања, 2. део” (告白の次の日です。2 . 2) - 306. „Реакција” (リアクションです。 .) - 307. „После признања” (告白の後日談です。 .) - 308. „Контакт очима” (目が合う。です。 . .) - 309. „Контакт очима, 2. део” (目が合う。です。2 Me ga Au. Desu. 2) - 310. „Контакт очима, 3. део” (目が合う。です。3 Me ga Au. Desu. 3) - 311. „Контакт очима, 4. део” (目が合う。です。4 Me ga Au. Desu. 4) - 312. „Не прихватам” (認められないです。 .) - 313. „Пиџама журка, 2. део” (お泊まり会です。2 . 2) - „Додатак” (おまけ ) |

| - 314. „Хајмо заједно кући” (一緒に帰りましょうです。 .) - 315. „Срећна матура” (卒業おめでとうございます。です。 . .) - 316. „Свачији Бели дан” (それぞれのホワイトデーです。 .) - 317. „Дејт (са татом)” (デート(父と)です。 .) - 318. „Одећа за дејт” (デート服です。 -.) - 319. „Прави дејт” (デート本番です。 .) - 320. „Прави дејт, 2. део” (デート本番です。2 . 2) - 321. „Са друге стране дејта” (デートの裏側です。 .) - 322. „Фотографије модела” (グラビアです。 .) - 323. „Завршна церемонија, 2. година” (2年の修了式です。 2-.) - 324. „Трећаци” (3年生です。 3-.) - „Додатак” (おまけ ) |

| - 325. „Другари из одељења” (クラスメートは...です。 ....) - 326. „Први дан школе” (入学です。 .) - 327. „Румико-ћан у 3. години” (3年の留美子ちゃんです。 3-nen no Rumiko-chan Desu.) - 328. „Разговор” (会話です。 .) - 329. „Браво” (頑張りました。です。 . .) - 330. „Борба до последњег” (バトルロワイヤルです。 .) - 331. „Борба до последњег, 2. део” (バトルロワイヤルです。2 . 2) - 332. „Шина-сан” (椎名さんです。 -.) - 333. „Разне приче из Борбе до последњег” (バトルロワイヤルよもやま話です。 .) - 334. „” (です。 .) - 335. „Дигресије из Борбе до последњег” (バトルロワイヤルこぼれ話です。 .) - 336. „Прескакање дугачке вијаче” (大縄跳びです。 .) - „Додатак” (おまけ ) |

| - 337. „Сибирски танмен "Накамото"” (西比利亜タンメン中素です。 .) - 338. „Поздрав” (ご挨拶です。 .) - 339. „Поздрав, 2. део” (ご挨拶です。2 . 2) - 340. „Поздрав, 3. део” (ご挨拶です。3 . 3) - 341. „Након догађаја” (レクリエーション後です。 -.) - 342. „Витез” (騎士です。 .) - 343. „Витез, 2. део” (騎士です。2 . 2) - 344. „Мењање одељења” (クラス替えです。 -.) - 345. „Вакаи-кун” (和貝くんです。 -.) - 346. „Систематски преглед у 3. разреду” (3年の体力測定です。 3-.) - 347. „Дејт (?)” (デート(?)です。 (?) .) - 348. „Обилазак факултета” (大学見学です。 .) - 349. „Обилазак факултета, 2. део” (大学見学です。2 . 2) - „Додатак” (おまけ ) |

| - 350. „Мењање телефона” (機種変更です。 .) - 351. „Пецање на планинском потоку” (渓流釣りです。 .) - 352. „Учесници” (参加メンバーです。 .) - 353. „Прва жртва” (最初の被害者です。 .) - 354. „Почиње дискусија” (議論開始です。 .) - 355. „Кенпостери” (宇宙拳法家です。 .) - 356. „Међу нама” (甘んじて明日です。 .) - 357. „Селфи (2. део)” (自分撮り(後編)です。 () .) - 358. „Селфи (1. део)” (自分撮り(前編)です。 () .) - 359. „Рибон-ћан” (りぼんちゃんです。 -.) - 360. „Навијање” (応援です。 .) - 361. „Асе-сан и састанак девојчица” (阿瀬さんの女子会です。 -.) - 362. „Пољубац” (チューです。 .) - 363. „Пољубац (у разумној мери)” (ちゅー(無理のない範囲)です。 () .) - „Додатак” (おまけ ) |

| - 364. „Сауна” (サウナです。 .) - 365. „Талас” (波紋です。 .) - 366. „Гран при летњих униформи!” (夏服グランプリ! です。 ! .) - 367. „Састанак младих девојака” (妙齢女子会です。 .) - 368. „Збрка у глави” (モヤモヤです。 .) - 369. „Први пријатељ x3” (初めての友達x3です。 Hajimete no Tomodachi x3 Desu.) - 370. „Навијање, 2. део” (応援です。2 . 2) - 371. „Комореби-ћан и дружина уче за тест” (こもれびちゃんたちのテスト勉強です。 - .) - 372. „9. рунда учења за тест у библиотеци у потпуној тишини” (第九回絶対にうるさくしてはいけない勉強会in図書室です。 .) - 373. „Учење код куће” (おうち勉強会です。 .) - 374. „Учење код куће, 2. део” (おうち勉強会です。2 . 2) - 375. „Учење код куће, 3. део” (おうち勉強会です。3 . 3) - 376. „Па добро, како год” (じゃあ、まぁ、いいかぁです。 , .) - „Додатак” (おまけ ) |